# Strandkosár

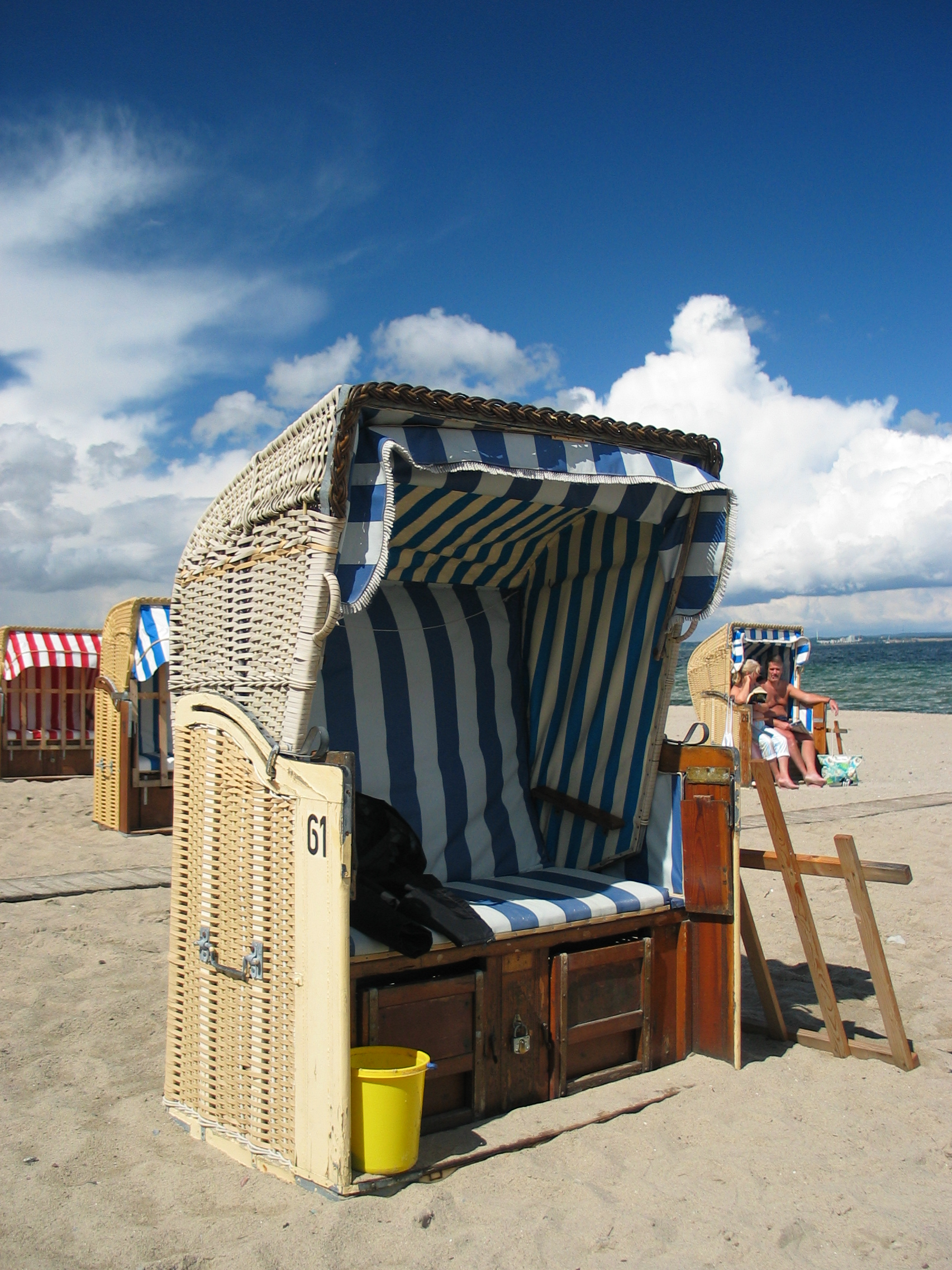
Strandkosár a Balti-tenger partján

A strandkosár tengerparti eszköz, amelynek elsődleges célja nap-, szél- és esővédelem biztosítása a strandra látogatók számára.  Elsősorban az Északi-tenger és a Balti-tenger partjaira, illetve más szeles strandokra jellemző felszerelés. 
1882-ben, turisták igényét követve találta fel egy rostocki német kosárfonómester, Wilhelm Bartelmann. 1883-ban már bérlésre ajánlotta fel kosarait a helyi újságban. Az első modellek együlésesek voltak, és gyorsan elterjedtek a német partokon. Manapság főleg a kétüléses változatok jellemzőek.
A Buddenbrook ház című regényében Thomas Mann említ strandkosarakat Lübeckben, a travemündei parton, bár ez anakronizmus, mivel a regény cselekménye még csak 1840 körül jár.